# Cryptanura paranensis
Cryptanura paranensis är en stekelart som beskrevs av Joseph Augustine Cushman 1945. Cryptanura paranensis ingår i släktet Cryptanura och familjen brokparasitsteklar. Inga underarter finns listade i Catalogue of Life.